# Partisan (film)
 For alternative betydninger, se Partisan. (Se også artikler, som begynder med Partisan)
Partisan er en dansk kortfilm fra 2019 instrueret af Jahfar Muataz. Filmen var afgørende for Muataz' karriere, da den var skyld i, at han blev optaget på Super16-uddannelsen.

## Handling
Efter at bokseren Soufian stopper karrieren, kæmper han med at holde sammen på familien. Det gælder specielt Soufians lillebror, Elias, som er ude på en kriminel løbebane.

## Medvirkende
- Rasmus Hammerich, Brian
- Rhassan Muhareb, Soufian
- Lidia Chehade, Mor
- Brian Talarek, Peter
- Ibrahim Khalid, Elias
- Mohammad Dhia-Aldin, Saddam
- Ali Abdul Amir Najei, Ali